# De Robinson Crusoë Show
Rudi Carrell schuf De Robinson Crusoë Show eigens für den Wettbewerb Rose d’Or 1964 in Montreux. Die Auszeichnung Silberne Rose machte ihn international bekannt und führte zu einem Angebot aus Deutschland, woraufhin er in diesem Land mit kurzen Unterbrechungen von 1965 bis zu seinem Tod lebte und arbeitete.

## Der Wettbewerb
Das Schweizer Fernsehen lud im Frühjahr Fernsehschaffende nach Montreux, um eine Woche lang über Unterhaltungssendungen zu diskutieren. Dabei wählte eine Jury mit Mitgliedern aus zehn Ländern aus eingereichten Beiträge die besten aus. Hauptpreise waren die Goldene, die Silberne und die Bronzene Rose. Rudi Carrell beschloss, mit einem eigenen Beitrag teilzunehmen. Er sah darin eine anspruchsvolle Aufgabe, da insbesondere aus den USA aufwendig inszenierte Shows kamen. Carrell konnte seinen Sender VARA von dem Vorhaben überzeugen und man einigte sich darauf, die Rudi Carrell Show für die Saison 1963/64 ausfallen zu lassen, um einen perfekten Beitrag abliefern zu können. Dabei sollte es sich um etwas Ausgefallenes handeln, um überhaupt eine Chance auf einen Hauptpreis zu haben, wobei der Unterschied zu den übrigen Shows darin lag, dass es sich um etwas Schlichtes handeln sollte.

## Idee
Zu jeder Rudi Carrell Show gehörte eine einzige Dekoration, es wurde während der Show nicht umgebaut. Dabei handelte es sich vorzugsweise um Orte, an denen sich viele Menschen trafen, etwa ein Bahnhof oder Marktplatz. Im Unterschied dazu suchte Carrell für den Wettbewerbsbeitrag nach einem Ort, auf den sich gar keine Menschen begegneten, und kam dabei auf eine einsame Insel, vier Meter lang und vier Meter breit, mit zwei Palmen und einer kleinen Hütte.
Die Handlung sah vor, dass Rudi seit einem Jahr dort lebte, wobei im Unklaren gelassen wurde, wie er dort hingekommen war. Gezeigt wird sein Tagesablauf, wie er die Insel nach angespültem Strandgut absucht und sich mit einem Kartenspiel beschäftigt. Das reichte aber allenfalls für eine Viertelstunde, nicht jedoch die geplanten Laufzeit von 40 Minuten. So bedurfte es weiterer Einfälle:
Auf der Insel fand Rudi eine Schatzkiste mit Gold und Juwelen. Dies gab die Gelegenheit zu einem Lied, in dem er die Nutzlosigkeit dieser Wertgegenstände auf einer Insel besang. In der Hütte wohnte neben Rudi noch ein analog zu Robinson Crusoe Freitag genannter Schimpanse, der einige Kunststücke vorführte.
Als Höhepunkt erschien eine Meerjungfrau, welche die noch ziemlich unbekannte Esther Ofarim spielte.
Am Ende sah Rudi ein großes Schiff, dessen Nebelhorn zu hören war, und ein Matrose kam mit einem kleinen Boot zur Insel gefahren, um ihn abzuholen. Die Meerjungfrau verschwand, und der Affe verblieb auf der Insel.
Für diese Konzeption benötigte Carrell drei Monate. Wie bei all seinen Fernsehauftritten, so achtete er auch hier auf optische Gags, dies war insofern wichtig, da der Beitrag mit englischen Untertiteln im Wettbewerb vorgeführt wurde.

## Realisierung
Für einen mit Kunststofffolie gebildeten See mit 80 Zentimeter Wasserhöhe gab es kein Studio, welches das immense Gewicht ausgehalten hätte. Die Show sollte aber unbedingt vor Publikum stattfinden. Daher wählte man ein festes Zirkusgebäude mit Lehmboden in Scheveningen. Dieses alte Gebäude hatte keine Zentralheizung und ließ sich auch mit Heizstrahlern kaum erwärmen.
Da Funkmikrophone noch nicht ausgereift waren, verwendete man mehrere fest installierte Mikrophone und führte ihre Kabel durch das Wasser. Dabei gab es Bereiche, die nicht erfasst wurden. Carrell musste beim Herumlaufen auf der Insel aufpassen, dass er dort nicht sprach.
Das Bild aufzuzeichnen, erwies sich als problemlos. Die Kameras standen vor dem See und konnten mit ihren Teleobjektiven dennoch Großaufnahmen erzeugen.
Das verwendete sechsjährige Schimpansenweibchen kam aus den Zoo von Amersfoort. Carrell fuhr sieben Wochen lang jeden Morgen dorthin, um die Kunststücke zu trainieren: der Affe sollte Kartentricks vorführen, etwas von dem Schmuck aus der Schatzkiste anlegen und einen Tango tanzen. Vorteilhaft war die angeborene Angst vor Wasser, so dass der Schimpanse während der Show nicht weglaufen konnte. Problematisch für einen Schimpansen war die Kälte in dem Gebäude.
Esther Ofarim lernte den niederländischen Text für ihren sechsminütigen Aufenthalt perfekt auswendig. Sie bekam einen mit Strass und Pailletten besetzten Fischunterleib und wurde von einem Mitarbeiter auf die Insel getragen, während gerade Nebel herrschte. Die erforderliche Nebelmaschine musste aus Hamburg beschafft werden, da es in den Niederlanden keine genügend leistungsfähigen Apparate gab.
Nach dem Entdecken des Schiffs sprang Carrell vor Freude ins Wasser, um dann ein Lied zu singen. Das rechtzeitige Auftauchen und anschließende Singen mit Wasser in den Ohren übte er mit einem Tonband in einem Hallenbad in Hilversum. Zur Show gehörte auch ein „Pokerspiel“, für das fünf Karten in den Händen und weitere fünf mit dem linken Fuß gehalten werden mussten. Eine Karte von letzteren mit dem rechten Fuß herauszunehmen und umzudrehen, übte Carrell jeden Abend.
Die Regie führte wie bei der Rudi Carrell Show Dick Harris. Er wurde auch hier im Abspann nur unter „Kameraregie“ erwähnt, da Carrell selbst so viel hereinredete, dass er die Bezeichnung „Regie“ für unangemessen hielt. Carrell wählte als Komponist Dick Schallies aus, der bereits seinen Titel für den Eurovision Song Contest 1960 geschaffen hatte. Es spielte das Orchester von Frans de Kok, so wie auch in der Rudi Carrell-Show.

## Die Show
Vor Einlass des Publikums versteckte sich Carrell in der Hütte, so dass sein überraschendes Erscheinen großen Applaus hervorruft. Die Aufzeichnung der Show lief perfekt ab, einschließlich der Abschiedsszene mit einem traurig winkenden Affen. Sie wurde am 1. Mai von der VARA ausgestrahlt und zuvor einmal unangekündigt nach dem regulären Programm in der Nacht, da nur ausgestrahlte Beiträge für den Wettbewerb zugelassen waren. Nach der Auszeichnung lief sie in 14 Ländern, in Deutschland am Donnerstag, den 20. August 1964 um 21.30 Uhr im ZDF. Den größten Erfolg hatte sie in Großbritannien, weswegen Carrell sogar vorübergehend erwog, dort Shows zu präsentieren.